# David Doyle
David Fitzgerald Doyle (Omaha, Nebraska; 1 de diciembre de 1929-Los Ángeles, 26 de febrero de 1997) fue un actor de cine y televisión estadounidense, conocido por su interpretación de John Bosley en la serie de televisión de la década de 1970 Los ángeles de Charlie. Doyle y Jaclyn Smith fueron los únicos actores que aparecieron en todos los episodios de la serie.

## Biografía
Nació en Nebraska, hijo de Mary Ruth (de soltera Fitzgerald) y Lewis Raymond Doyle, un abogado. Se graduó de Campion High School en Prairie du Chien, Wisconsin en 1947. Su abuelo materno, John Fitzgerald, fue un destacado constructor de ferrocarriles y banquero en Nebraska. Su hermana menor, Mary (1931-1995), fue actriz de teatro y murió de cáncer de pulmón a los 63 años.
Recordado por su papel del detective John Bosley en la serie de televisión Los ángeles de Charlie, fue uno de los dos únicos actores (la otra es el ángel original Jaclyn Smith) que apareció en los 110 episodios de la serie (1976-1981).
Con posterioridad a la cancelación de la serie, trabajó como actor de voz en la serie animada Rugrats de Nickelodeon, como el abuelo Lou Pickles, desde 1991 hasta su muerte.
También fue actor de teatro. Interpretó a Orgon en el estreno de 1964 de la traducción de Tartufo de Richard Wilbur en el Teatro Fred Miller de Milwaukee. Sus créditos teatrales en Nueva York incluyen el musical Beg, Borrow or Steal; las obras Something About a Soldier; Here's Love; I Was Dancing y una reposición de South Pacific.
Se casó dos veces. En 1956 se casó con su primera esposa, Rachael, con quien tuvo una hija, Leah (nacida en 1961). Rachael murió en 1968 tras caerse de una escalera. Al año siguiente, durante una reposición de la obra South Pacific, conoció a Anne Nathan, una cantante y bailarina, y se casaron poco tiempo después. Murió en Los Ángeles, de un infarto el 26 de febrero de 1997, a los 67 años, y fue incinerado.

## Filmografía
| Película   | Película                                     | Película                                                         | Película |
| Año        | Película                                     | Personaje                                                        | Observaciones |
| ---------- | -------------------------------------------- | ---------------------------------------------------------------- | --- |
| 1959       | Happy Anniversary                            | Hotel Earle Desk Clerk                                           | |
| 1963       | Act One                                      | Olive Fisher                                                     | |
| 1967       | The Tiger Makes Out                          | Housing Clerk                                                    | |
| 1968       | No Way to Treat a Lady                       | Teniente Dawson                                                  | |
| 1968       | Coogan's Bluff                               | Pushie, dueño de la taberna                                      | |
| 1968       | Paper Lion                                   | Oscar                                                            | |
| 1969       | The April Fools                              | Orlow P. Walters                                                 | |
| 1969       | Some Kind of a Nut                           |                                                                  | |
| 1970       | The Sidelong Glances of a Pigeon Kicker      | Mr. Seigbert                                                     | |
| 1970       | Loving                                       | Will                                                             | |
| 1971       | Lady Liberty                                 | O'Henry                                                          | |
| 1971       | The Pursuit of Happiness                     | James Moran                                                      | |
| 1971       | A New Leaf                                   | Mel                                                              | |
| 1971       | Making It                                    | Fanning                                                          | |
| 1971       | Who Killed Mary What's 'Er Name?             | Boulting                                                         | |
| 1972       | Parades                                      | Capitán Jinks                                                    | |
| 1974       | Ginger in the Morning                        | Fred                                                             | |
| 1976       | Vigilante Force                              | Homer Arno                                                       | |
| 1978       | My Boys Are Good Boys                        | Harry Klinger                                                    | |
| 1978       | Capricorn One                                | Walter Loughlin                                                  | |
| 1978       | The Comeback                                 | Webster Jones                                                    | |
| 1980       | The Line                                     | Capitán Jinks                                                    | |
| 1988       | Salome's Last Dance                          | A. Nubin                                                         | |
| 1989       | Murphy's Laws of Golf                        | Roscoe                                                           | Cortometraje |
| 1990       | Love or Money                                | Arthur Reed                                                      | |
| 1990       | Wings of Fame                                |                                                                  | |
| 1993       | The Punk                                     | Roger Rabbit                                                     | |
| 1996       | Pinocho, la leyenda                          | Pepe Grillo                                                      | Voz |
| Televisión |                                              |                                                                  | |
| Año        | Serie                                        | Personaje                                                        | Observaciones |
| 1961       | Naked City                                   | Dan Moore                                                        | Episodio: Murder Is a Face I Know |
| 1962       | General Electric Theater                     |                                                                  | Episodio: Acres and Pains |
| 1962, 1963 | Car 54, Where Are You?                       | Mr. Dutton                                                       | Episodio: A Star is Born in the Bronx Episodio: The Loves of Sylvia Schnauser                                                                            |
| 1964       | The Defenders                                |                                                                  | Episodio: The Seven Hundred Year Old Gang Part 1 Episodio: The Seven Hundred Year Old Gang Part 2                                                        |
| 1964 1965  | The Patty Duke Show                          | Mr. Harrison Mr. Lane                                            | Episodio: The Drop Out Episodio: Patty the Folk Singer                                                                                                   |
| 1965       | For the People                               | Sweet William                                                    | Episodio: Dangerous to the Public Peace and Safety |
| 1965       | The Trails of O'Brien                        | Murray                                                           | Episodio: A Gaggle of Girls |
| 1968       | Kiss Me Kate                                 |                                                                  | American Broadcasting Company |
| 1970       | The Storefront Lawyers                       | Cogweiler                                                        | Episodio: This is Jerry, See Jerry Run |
| 1971       | That Girl                                    | Albert Berg                                                      | Episodio: That King |
| 1971       | Funny Face                                   | DeHaven                                                          | Episodio: What's in a Mouth |
| 1971       | Cade's Country                               | Dr. Geis                                                         | Episodio: A Gun For Billy |
| 1971       | The Doris Day Show                           | Warden McPherson                                                 | Episodio: The Wings of an Angel |
| 1971 1972  | The New Dick Van Dyke Show                   | Ted Atwater                                                      | Episodio: The Replacement Episodio: Bernie Did It Episodio: The Telethon Episodio: People's Choice                                                       |
| 1972       | Hawaii Five-O                                | Hard Hat                                                         | Episodio: Follow the White Brick Road |
| 1972       | Bridget Loves Bernie                         | Walt Fitzgerald                                                  | |
| 1973       | Banacek                                      | Elliot                                                           | Episodio: Ten Thousand Dollars a Page |
| 1973       | Incident on a Dark Street                    | Luke Burgess                                                     | NBC Television movie |
| 1973       | The Police Story                             | Kurt Mueller                                                     | NBC Television movie |
| 1973       | Adam's Rib                                   | Dubray                                                           | Episodio: Danish Pastry |
| 1973       | Love, American Style                         |                                                                  | Segmento: Love and the Golden Memory |
| 1973       | Money to Burn                                | Warden Caulfield                                                 | American Broadcasting Company ABC Television movie |
| 1973       | Love Story                                   | Ross                                                             | Episodio: Mirabelle's Summer |
| 1973       | Blood Sport                                  | Mr. Schmidt                                                      | American Broadcasting Company ABC Television movie |
| 1973       | Miracle on 34th Street                       | R.H. Macy                                                        | TV-Movie |
| 1974       | Family Theatre: Married is Better            |                                                                  | NBC Television special |
| 1974       | All in the Family                            | Jim Sanders                                                      | Episodio: Et tu, Archie |
| 1974       | Petrocelli                                   | Caswell Turner                                                   | Episodio: Music to Die By |
| 1974       | The Stranger Within                          | Bob                                                              | TV-Movie |
| 1974       | Kolchak: The Night Stalker                   | Cardinale                                                        | Episodio: Firefall |
| 1974       | Kojak                                        | Sgt. Harry Sumar                                                 | Episodio: The Best War in Town |
| 1974 1975  | Police Story                                 | Harry Dunnhill Ralph Driscoll                                    | Episodio: Glamour Boy Episodio: Vice: 24 Hours |
| 1975       | Sanford and Son                              | Clancy Fitzgerald                                                | Episodio: Golden Boy |
| 1975       | Karen                                        | Blakemore                                                        | Episodio: A Day in the Life |
| 1975       | The First 36 Hours of Dr. Durant             | Dr. Atkinson                                                     | American Broadcasting Company ABC Television movie |
| 1975       | Ellery Queen                                 | Don Becker                                                       | Episodio: The Adventures of Auld Lang Syne |
| 1975       | Barney Miller                                | Emil Ditka                                                       | Episodio: Ambush |
| 1975       | McCoy                                        |                                                                  | Episodio: Bless the Big Fish |
| 1976       | Crackle of Death                             | Cardinale                                                        | American Broadcasting Company ABC Television movie |
| 1976 1981  | Charlie's Angels                             | John Bosley                                                      | Premios Emmy (nominado) Premios Globo de Oro (nominado)                                                                                                  |
| 1977       | ABC Weekend Special                          | Tío Ulysses                                                      | Episodio: Homer and the Wacky Doughnut Machine |
| 1977       | Black Market Baby                            | Joseph Carmino                                                   | American Broadcasting Company ABC Television movie |
| 1978       | Wild and Wooly                               | Teddy Roosevelt                                                  | American Broadcasting Company ABC Television movie |
| 1978 1983  | Fantasy Island                               | Ernie Miller Fred Forbush Sam Woolf/Sancho Panza Herbert Solomon | Episodio: King For a Day/Instant Family Episodio: Hit Man/The Swimmer Episodio: The Don Quixote/Sex Symbol Episodio: Naughty Marietta/The Winning Ticket |
| 1978 1985  | The Love Boat                                | Alvin Cliff                                                      | Episodio: Man Who Loved Women Episodio: Secretary to the Stars Episodio: Same Wavelength Episodio: Vicki's Gentleman Caller                              |
| 1981       | Hart to Hart                                 | Jim Casey                                                        | Episodio: Hartland Express |
| 1982       | The Blue and the Gray                        | Phineas Wade                                                     | CBS Miniseries |
| 1983       | Wait Till Your Mother Gets Home              | Herman Ohme                                                      | NBC Television movie |
| 1983       | The Invisible Woman                          | Neil Gilmore                                                     | NBC Television movie |
| 1985       | Murder, She Wrote                            | Brad Lockwood                                                    | Episodio: Sudden Death |
| 1986       | You Again?                                   | Briggs                                                           | Episodio: Life, Liberty and the Pursuit of Traffic Lights                                                                                                |
| 1986       | New Love, American Style                     |                                                                  | Episodio: Love and the Lamborghini |
| 1986       | Foofur                                       | Mel                                                              | Actor de voz Episodio: Nothing to Sneeze At Episodio: A Royal Pain Episodio: This Little Piggy's On TV Episodio: Russian Through New York                |
| 1986–1987  | Hospital general                             | Ted Holmes                                                       | |
| 1987       | Starman                                      | Artemis Guinness                                                 | Episodio: Grifters |
| 1987       | Sweet Surrender                              | Frank Macklin                                                    | |
| 1988       | Maybe Baby                                   | Pete                                                             | NBC Television movie |
| 1989       | Ghost Writer                                 | Herb Baxter                                                      | TV-Movie |
| 1989       | Out of This World                            | Star, el perro                                                   | Actor de voz Episodio: Star Dog |
| 1990       | TaleSpin                                     | Sheriff Gomer Cleghorn                                           | Actor de voz |
| 1990       | Archie: To Riverdale and Back Again          | Mr. Weatherbee                                                   | NBC Television movie |
| 1991       | They Do It With Mirrors                      | Neville                                                          | A&E Network Television movie |
| 1991 1998  | Rugrats                                      | Louis 'Grandpa' Pickles                                          | Actor de voz |
| 1993       | Bonkers                                      | W.W. Whacky                                                      | Actor de voz Episodio: Gone Bonkers |
| 1993       | Sonic the Hedgehog                           |                                                                  | Actor de voz |
| 1996       | The Ruth Rendell Mysteries                   | Dean                                                             | Episodio: Simisola |
| 1996       | Road Rovers                                  | Profesor Hubert                                                  | Actor de voz Episodio: A Hair of the Dog That Bit You |
| 1996       | Lois & Clark: The New Adventures of Superman | Mike, ángel guardián                                             | Episodio: Swear to God, This Time We're Not Kidding |
| 1996       | Mighty Ducks: The Animated Series            | Sam Delaney                                                      | Actor de voz Episodio: The Human Factor |
| 1997       | The Blues Brothers Animated Series           | Vet                                                              | Actor de voz Episodio: Strange Death of Betty Smythe |
| 1997       | Sunset Beach                                 | Pasajero                                                         | Episodio: 1.1 |
| 1997       | What the Deaf Man Heard                      |                                                                  | No acreditado Película de televisión |